# Flaga obwodu smoleńskiego
Flaga obwodu smoleńskiego (NHR:434) – jeden z symboli tegoż obwodu; została przyjęta 10 grudnia 1998.
Flaga ma postać prostokąta, barwy czerwonej z dwoma poziomymi cienkimi (1/20 szerokości flagi) pasami barwy złotej. W lewym górnym rogu znajduje się herb regionu w wersji małej - biała tarcza herbowa, nad nią korona, a na tarczy – wizerunek wywodzącego się z rosyjskiego folkloru złotego ptaka Gamajuna, siedzącego na czarnej armacie, która leży na złotej lawecie.
Proporcje 3:2.